# Святеє Святих

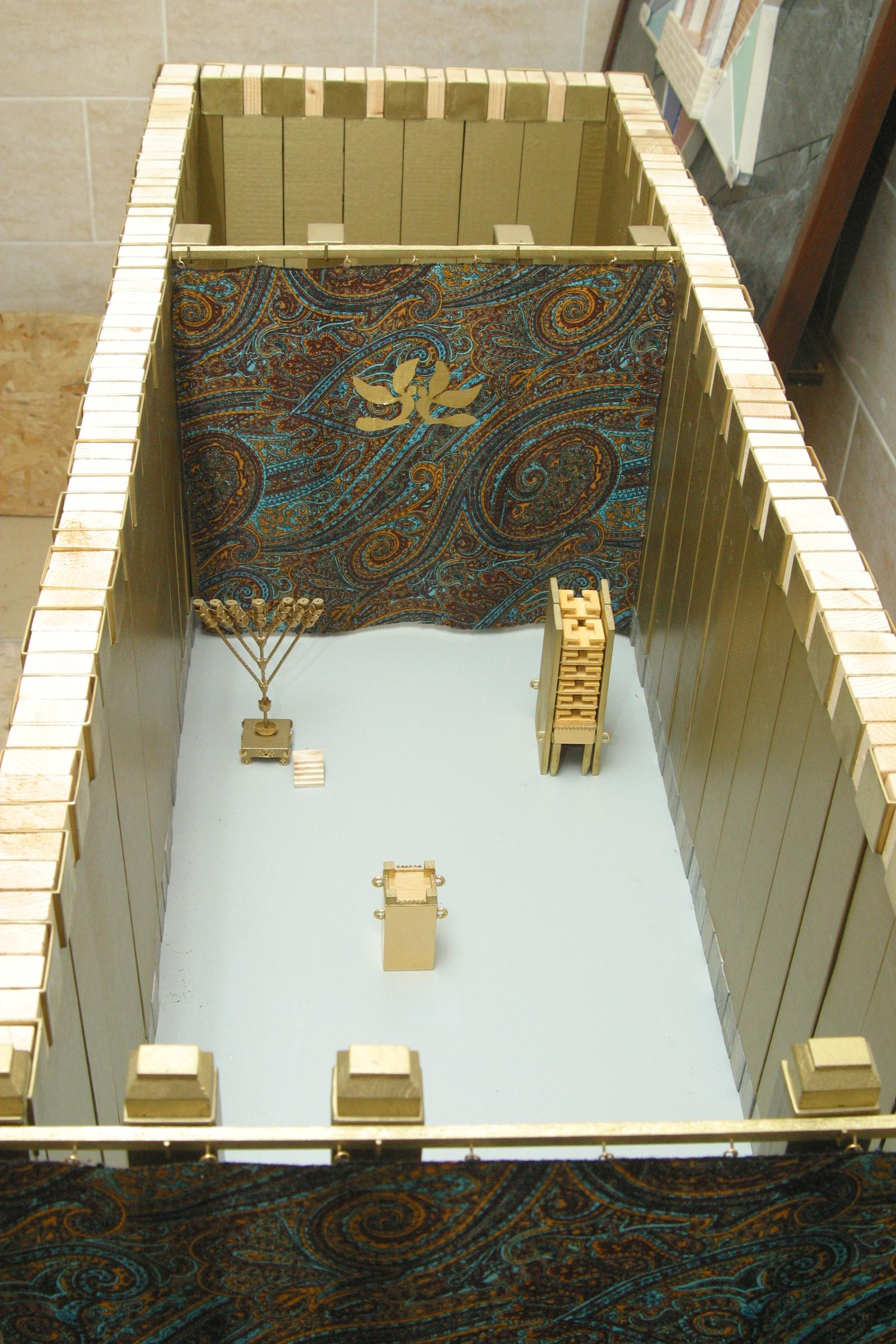
Модель Скинії і за нею Святеє святих

Святеє святих, також Святе святих або Святе-святих (дав.-гр. ἅγιος αγίων, лат. sancta sanctorum) — калька з єврейського Кодеш га-Кодашім (івр. קֹדֶשׁ הַקֳּדָשִׁים Qṓḏeš HaQŏḏāšîm) — найпотаємніше місце скинії зібрання, а потім і Єрусалимського храму.
Цим ім'ям позначалася внутрішня частина скинії зібрання, відокремлена від зовнішнього приміщення завісою (парохет) і в якій перебував Ковчег Заповіту. Святість місця визначалася ще й тим, що саме там, над ковчегом, Господь являвся первосвященнику для проголошення своєї волі й завітів єврейському народу. В Єрусалимському храмі, Святая святих називалася також двір (івр. דְּבִיר) і в ній розташовувався Камінь заснування (або Наріжний камінь) Храмової гори, над яким зараз стоїть мусульманський Купол Скелі. Вважається, що з нього Господь почав Створення світу.
Святая святих у юдаїзмі характеризувалася як місце, де фізично відчувається присутність Божа.

## Ритуал
Як в скинії зібрання, так і в Єрусалимському храмі, входити в Святеє святих дозволялося виключно первосвященнику, і то раз в році в часи Йом-Кіпур. Первосвященик окропляв приміщення кров'ю жертовних тварин (бика і козла, принесених в жертву на жертовнику в зовнішньому дворі Храму) і курив пахощі перед Ковчегом Завіту. Там же розташовувалися золоті кадильниці. Під час цього дійства первосвященик вимовляв Тетраграматон, потаємне ім'я Бога, і це було єдиним моментом, коли ім'я Боже називалося вголос.

## В Християнстві
Християнський Храм також має своє Святе Святих, але в нього можуть входити і Архиєреї (як Первосвященики), Ієреї (як Священники), і Диякони (як Левіти)

## Сучасний зміст
«Святая святих» — в загальному розумінні — найбільш сокровенне, святе місце в центральних культових спорудах різних релігій, доступ до якого зазвичай суворо регламентується і з яким традиційно пов'язується фізична присутність божественних сил.